# 内克松—布里夫拉盖亚尔德铁路
内克松－布里夫拉盖亚尔德铁路（法語：Ligne de Nexon à Brive-la-Gaillarde），是法国本土的一条铁路，起点为内克松站，与利摩日－佩里格铁路相接；终点为布里夫拉盖亚尔德站，全长81公里。该铁路建于1875年，全线均为单线铁路，尚未电气化，部分路段自2018年2月起关闭。该铁路在法国铁路系统中的编号为613000。

## 历史
内克松－布里夫拉盖亚尔德铁路修建计划于1857年被提出，由巴黎-奥尔良铁路公司修建，并于1875年全线通车。在1893年奥尔良－蒙托邦铁路建成通车以前，该铁路是巴黎与图卢兹之间最短路线的组成部分。
因该线路沿途人口较少，且有与之大致平行的铁路干线（奥尔良－蒙托邦铁路利摩日至布里夫段），故该铁路长期为普通地方支线，未获得大规模改造。2018年2月27日，该铁路维尼奥勒附近的路段因山地滑坡而严重损毁，铁路也随之中断，往返于利摩日和布里夫的区域列车被拆分为利摩日－圣伊里耶拉佩尔什和奥布雅－布里夫拉盖亚尔德两段，中间部分由巴士代替。

## 路线
内克松－布里夫拉盖亚尔德铁路由内克松站向南引出，经圣伊里耶拉佩尔什转向东南进入科雷兹省境内，途径奥布雅继续向南，最终连接布里夫拉盖亚尔德站。

## 车站列表
| 内克松－布里夫拉盖亚尔德铁路车站列表                                              |         | |                                                                         |               |
| 车站                                                                              | 公里数* | 交汇路线 | 本线停靠车种                                                            | 可换乘交通    |
| Nexon 内克松站                                                                    | 421.193 | 621000 利摩日－佩里格铁路（利摩日方向）↑ 621000 利摩日－佩里格铁路（佩里格方向）↙ | TERNouvelle Aquitaine                                                   |               |
| La Meyze 拉梅兹站                                                                 | 429.945 | | TERNouvelle Aquitaine                                                   |               |
| Saint-Yrieix 圣伊里耶站                                                           | 442.672 | | TERNouvelle Aquitaine                                                   |               |
| Coussac-Bonneval 库萨克-博讷瓦勒站                                                | 451.700 | |                                                                         |               |
| Lubersac 吕贝尔萨克站                                                             | 462.339 | |                                                                         |               |
| Pompadour 蓬帕杜站                                                                | 468.697 | |                                                                         |               |
| Vignols - Saint-Solve 维尼奥勒-圣索尔沃站                                         | 479.033 | |                                                                         |               |
| Objat 奥布雅站                                                                    | 484.678 | | TERNouvelle Aquitaine                                                   |               |
| Saint-Aulaire 圣奥莱尔站                                                          | 486.541 | | TERNouvelle Aquitaine                                                   |               |
| Le Burg 勒比格站                                                                  | 491.021 | | TERNouvelle Aquitaine                                                   |               |
| Varetz 瓦雷茨站                                                                   | 494.165 | | TERNouvelle Aquitaine                                                   |               |
| Brive-la-Gaillarde 布里夫拉盖亚尔德站                                             | 503.285 | 621000 库特拉－蒂勒铁路（库特拉方向）↖ 590000 莱索布赖－蒙托邦铁路（奥尔良方向）↗ 590000 莱索布赖－蒙托邦铁路（蒙托邦方向）↙ 718000 布里夫拉盖亚尔德－图卢兹铁路（图卢兹方向）↙ 621000 库特拉－蒂勒铁路（蒂勒方向）↓ | Intercités TERNouvelle Aquitaine TER Occitanie TERAuvergne- Rhône-Alpes | Libéo →Ouibus |
| *注：零起点为巴黎奥斯特里茨站；划线车站为已关闭车站；灰色部分表示其所在线路已关闭 |         | |                                                                         |               |